# كريستوف ثري إيتش تو وان
كريستوف ثري إيتش تو وان مواليد 13 أبريل 1976 في سويسرا، هو دراج سويسري. شارك في دورة الألعاب الأولمبية الصيفية وفاز بميدالية أولمبية.

## الميداليات
| الميدالية | المسابقة                       |
| --------- | ------------------------------ |
| برونزية   | الألعاب الأولمبية الصيفية 2000 |

## وصلات خارجية
- الموقع الرسمي

## روابط خارجية
- كريستوف ثري إيتش تو وان على موقع أرشيف الدراجات (الإنجليزية)
- كريستوف ثري إيتش تو وان على موقع إحصائيات الدراجات الإحترافية (الإنجليزية)
- كريستوف ثري إيتش تو وان على موقع CycleBase (الإنجليزية)
- كريستوف ثري إيتش تو وان على موقع MTB Data (الإنجليزية)
- كريستوف ثري إيتش تو وان على موقع أوليمبيديا (الإنجليزية)